# Hylaeus brachycephalus
Hylaeus brachycephalus är en biart som först beskrevs av Morawitz 1868.  Hylaeus brachycephalus ingår i släktet citronbin, och familjen korttungebin. Inga underarter finns listade i Catalogue of Life.